# Cherubismus

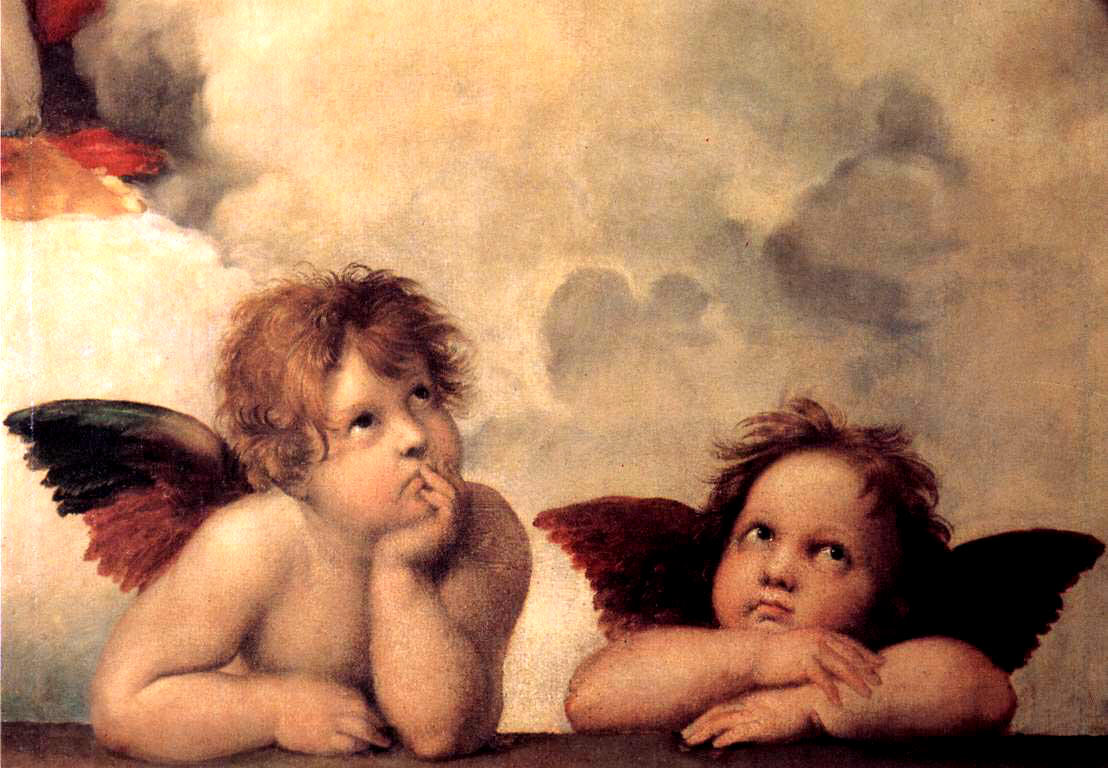
Putten mit den namensgebenden Gesichtszügen auf der Sixtinischen Madonna von Raffael

Der Cherubismus oder Cherubinismus  ist eine erbliche Knochenerkrankung, die den Ober- und Unterkiefer befällt und hier zu Auftreibungen führt. 
Die hierdurch bedingte Verformung des Gesichts mit nach oben gerichteten Augen führte zu der Namensgebung, da sie an Engelsgesichter (Putten sprachlich unscharf hier als Cherubim bezeichnet) erinnert. 
Die Erstbeschreibung erfolgte durch den US-Amerikaner W. A. Jones 1933.

## Epidemiologie
Die Vererbung erfolgt autosomal-dominant.
Vermutlich liegen der Erkrankungen Mutationen des SH3BP2-Genes zugrunde.

## Klinische Erscheinungen
Diagnostische Kriterien sind:
- Meist im Kleinkindesalter beginnende symmetrische Schwellung des Unterkiefers, später auch des Oberkiefers
- In der Folge scheinbar nach oben „himmelwärts“ blickende Augen
- Infolge des Überwuchses Störung der Zahnstellungen, Einengung der Nasenatmung und Zungenfunktion

## Diagnose
Meist sind Veränderungen der Zahnentwicklung oder der Zahnstellung der Auslöser für eine Bildgebung.
Im Röntgenbild erkennbare multizystische Aufhellungen und Auftreibungen der betroffenen Kieferabschnitte. Die genauere Darstellung sowie eventuelle OP-Planung erfolgt durch Schnittbildverfahren wie Computertomographie.
Cherubismus findet sich auch bei anderen Erbkrankheiten wie Noonan-Syndrom, Ramon-Syndrom, Fragiles-X-Syndrom.

## Differentialdiagnose
Abzugrenzen ist die Fibröse Dysplasie.

## Pathologie
Eine Gewebsuntersuchung ergibt ein riesenzell-haltiges fibrovaskuläres Gewebe.

## Prognose
Die Veränderungen beginnen sich mit der Pubertät unter Atrophie der Alveolarfortsätze wieder zurückzubilden. Nicht selten besteht Bedarf an einer operativen Korrektur.